# 韦尔日 (索姆省)
韦尔日（法語：Vergies，法語發音：[vɛʁʒi]）是法国上法蘭西大區索姆省的一个市镇，属于阿布维尔区。

## 地理
韦尔日（49°56'1"N, 1°50'50"E）面积8 平方千米，位于法国上法蘭西大區索姆省，该省份为法国北部沿海省份，北起加来海峡省和北部省，西接滨海塞纳省和大西洋英吉利海峡，南至瓦兹省，东临埃纳省。
与韦尔日接壤的市镇（或旧市镇、城区）包括：维里欧蒙、阿勒里、埃波梅尼勒、方丹勒塞克、弗雷特屈斯、厄库尔-克罗夸松。
韦尔日的时区为UTC+01:00、UTC+02:00（夏令时）。

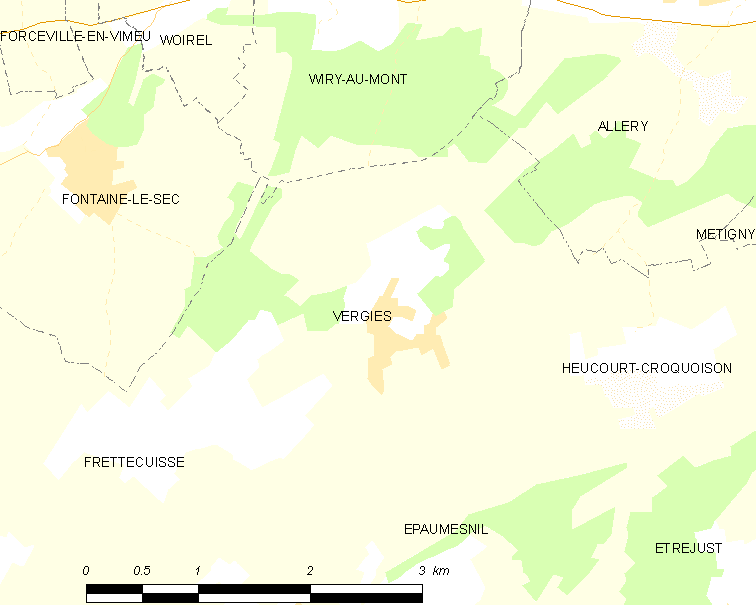
韦尔日的OSM定位图

## 行政
韦尔日的邮政编码为80270，INSEE市镇编码为80788。

## 政治
韦尔日所属的省级选区为皮卡第地区普瓦县。

## 人口

1962-2008年间韦尔日人口变化图示

韦尔日于2022年1月1日时的人口数量为178人。